# Libyostrongylus dentatus
Libyostrongylus dentatus ist eine im Magen bei Afrikanischen Straußen parasitierende Art der Fadenwürmer. Sie kommt in Afrika vor und wurde auch in Straußenfarmen Nordamerikas eingeschleppt. Sie sitzen im hinteren Teil des Drüsenmagens und unter der Koilinschicht des Muskelmagens bis zum hinteren Viertel des Organs.

## Merkmale
Libyostrongylus dentatus ist ein roter, nicht gewundener Trichostrongylide mit deutlicher Quer-, aber ohne Längsstreifung (Synlophe). Die Halspapillen sind sehr klein und liegen nahe der Exkretionspore. Ein Kopfbläschen fehlt, die Mundöffnung ist oval und weist rücken- und bachseitig Einkerbungen auf der Bukkalring ist deutlich. Rückenseitig ist ein deutlicher Ösophaguszahn vorhanden, der die Art eindeutig von anderen Libyostrongylus spp. unterscheidet. Von vorn betrachtet sind sechs Kopfpapillen deutlich, von denen zwei nahe der Seitenorgane (Amphiden) liegen und vier außen an den Lippen.
Die Männchen sind im Mittel 7 mm lang und sind an der Papille vor der Bursa copulatrix mit 117 µm am dicksten. Der Ösophagus ist 519 µm lang. Die symmetrische Bursa copulatrix ist vom Typ 1-3-1. Die Rippe 2 ist kürzer als die folgenden vier. Die Spitze der 3. und 4. Rippe liegen, wie bei Libyostrongylus typisch, dicht beieinander. Die Enden der 5. und 6. Rippe verlaufen parallel und separat. Die 8. Rippe entspringt an der Basis der Dorsalrippe. Letztere teilt sich in Höhe der Aufzweigung der Rippen 10 und 11. Die Spicula sind unterschiedlich lang (140–159 µm) und flügelförmig, ein Gubernaculum ist vorhanden.
Weibchen sind im Mittel 11,5 mm, maximal 150 µm dick. Der Ösophagus ist 545 µm lang. Die Ovarien sind paarig. Die Vulva öffnet sich als querstehender Schlitz etwas links oder rechts der Körpermitte und bei 92 bis 93 % der Gesamtlänge im hinteren Körperbereich. Die Vagina ist sehr kurz und teilt das Vestibulum in ein langes vorderes und kurzes hinteres Segment. Der Ovijektor ist im Mittel 772 µm lang. Die vorderen Uterusäste enthalten im Mittel 55 Eier, die hinteren 14. Die Eier sind im Morulastadium und 52–62 × 31–39 µm groß. Der Schwanz ist 80 bis 105 µm lang, deutlich bauchwärts abgebogen und hat eine abgerundete Spitze.